# Choue
 Choue  es una población y comuna francesa, en la región de Centro, departamento de Loir y Cher, en el distrito de Vendôme y cantón de Mondoubleau.

## Demografía
| 692 | 602 | 512 | 562 | 578 | 544 |
| Para los censos de 1962 a 1999 la población legal corresponde a la población sin duplicidades (Fuente: INSEE [Consultar]) |     |     |     |     |     |